# Аль-Мутанаббі
Абу-т-Таїб Ахмад ібн аль-Хусейн аль-Мутанаббі (араб. لمتنبي — "той, що видає себе за пророка "; 915 — 23 вересня 965) — арабський поет. Вважається одним з найбільш видатних поетів, що писали арабською мовою.

## Біографія

### Дитинство та юність
Аль-Мутанаббі народився в місті ель-Куфа (сучасний Ірак) у 915. Майбутній поет, який у дорослому віці стверджував, що має благородне походження, був сином водоноса. Перші поезії написав у віці дев'яти років. Завдяки своєму поетичному таланту отримав освіту в Дамаску, Сирія. Коли кармати напали на Куфу у 924 році, він приєднався до них і жив серед бедуїнів у пустелі, вивчивши їх звичаї та їх діалект арабської, близький до класичної арабської. Видаючи себе за пророка у 932 році очолив повстання карматів; після поразки повстання потрапив до в'язниці, де й отримав своє прізвисько аль-Мутанаббі. Вийшовши на свободу у 935, після двох років ув'язнення та пригнічення, став бродячим поетом.

### Життя при дворі Сайф ад-Даула
Аль-Мутанаббі жив у той час, коли Аббасидський Халіфат почав розпадатися, багато регіонів ісламського світу прагнули політичної та військової незалежності, тому політичні амбіції поета відповідали становищу в країні. У 948 році він був представлений халебському князю Сайф ад-Даулі, який у той час боровся з Візантійською Імперією. Аль-Мутанаббі тривалий час провів при дворі Сайф ад-Даули, більшість написаного поетом у той час побудавано навколо вихвалення свого патрона. Саме тоді Аль-Мутанаббі написав свої найбільші та знаменитіші поеми.

### Єгипетський період
У 957 році, після численних інтриг і ревнощів, Аль-Мутанаббі був змушений покинути Сирію та приєднатися до Абу аль-Міск Кафура в Єгипті. Намагався стати губернатором Сідона, але посади не здобув. Після цього написав іронічний вірш на Кафура та змушений був тікати у 961 році.

### Загибель
Останні роки життя поета пройшли в поневіряннях по Іраку і Ірану. Він побував двічі у Багдаді, в Арраджані (Південний Іран) і, нарешті, у Ширазі, при дворі Адуд ад-Даули, придворним панегіристом якого він пробув лише півроку. Прагнення повернутися до рідного Іраку змусило поета покинути Шираз, і у вересні 965 року він був убитий на шляху у Багдад людиною, сестру якої він висміяв в одному зі своїх віршів.

## Творча спадщина
До нас дійшли понад сто великих поезій (касид) і до двохсот дрібних віршів і фрагментів авторства аль-Мутанаббі. Його мова багата, а композиція поезії містить нововведення. Ліричний герой аль-Мутанаббі надзвичайно гордий; у одному з віршів він стверджує, що його поезія така потужна, що навіть сліпі можуть її читати, і слова так наповнені значенням, що навіть глухі їх чують.
Перший період творчості поета пройшов у Сирії. Тому збірка віршів цього періоду дістала назву «Сирійські вірші» («Шамійят»).
У ранній поезії аль-Мутанаббі відчувається сильний вплив смутного часу. Поет виступає то як пихатий проповідник, мало не засновник нової релігії, що закликає кочівників до повстання заради не цілком ясних ідеалів шиїтів, то як носій бедуїнського світогляду, готовий очолити кочовиків в їх розбійницьких набігах. Поезія цього періоду носить героїчний характер, нестримне самовихваляння поєднується в ній з описом битв, героєм яких незмінно є сам поет. У кінці цього періоду під впливом невдач і розчарувань у поета з'являються перші мінорні нотки, що стали пізніше такими звичайними в його віршах. Другий період творчості аль-Мутанаббі пройшов при дворі Сайф ад-Даули. Вірші, написані поетом в цей період («Сайфійят»), складають понад третину його творчої спадщини. У них поет виступає виключно як придворний панегірист. Наступний — третій — період творчості аль-Мутанаббі пов'язаний із перебуванням у Єгипті. В поезії цього часу поет також виступає як придворний панегірист.